# Coroner
Coroner je švýcarská metalová kapela z města Curych. Zpočátku hrála thrash metal, později začala koketovat s progresivními a technickými vlivy pocházejícími z jazzu a prog-rocku (někteří hudební kritici jim dali přezdívku Rush thrash metalu). Právě tímto novým přístupem vedle kapely Mekong Delta později ovlivnili množství zejména death metalových skupin. Od skupiny Mekong Delta se liší hlavně vokály.[zdroj?]
Během své existence nahráli pět studiových alb (každé má trochu jiný žánrový charakter), čtyři demonahrávky, několik singlů a dvě kompilace – největších hitů a nepublikovaných nahrávek z rané tvorby skupiny. Zajímavostí kapely jsou převzaté skladby: od Beatles I Want You (She's So Heavy) a od Jimiho Hendrixe Purple Haze, které vyšly jako singly a nacházejí se i na studiových albech. Dnes se o skupině Coroner mluví jako o legendě, která poskytla metalu hodně invenčních prvků. Komerčně se prosadili velmi málo, a to převážně jen v Evropě. Od roku 2010 je skupina opět aktivní.

## Historie
Počátky existence Coroner se datují k roku 1983, kdy Marquis Marky (vlastním jménem Markus Edelmann) a Oliver Amberg hráli hudbu ve stylu Mötley Crüe. V roce 1985 se sestava rozpadla a byla obnovena o několik měsíců později v obměněném složení. Bubeník Marquis Marky přibral do kapely baskytaristu Rona Royceho (vlastním jménem Ronald Broder) a kytaristu Tommyho T. Barona (vlastním jménem Thomas Vetterli). Oba měli vazby na slavnější krajany Celtic Frost, dělali jim bedňáky na koncertech. Tom G. Warrior z Celtic Frost trojici dokonce vypomohl jako hostující vokalista na demu Death Cult z roku 1986. Díky této nahrávce kapela podepisuje smlouvu s německým vydavatelstvím Noise Records ze Západního Berlína. Šestipísňové demo později vyjde i na CD.

V březnu 1987 kapela nahraje v berlínském studiu Music Lab za asistence Harrise Johnse své debutové studiové album R.I.P., které vyjde o několik měsíců později. V té době poměrně originálním prvkem je užití introdukcí před více skladbami (bylo zvyklostí použít intro před úvodní skladbou). Následuje koncertní turné na podporu desky v roli předskokanů např. Celtic Frost. Na turné se začíná pomalu tvořit materiál na další řadové album.

Druhé album Punishment for Decadence (česky trest za dekadenci) je nahráno v květnu 1988 pod dohledem Guye Bidmeada v jiném berlínském studiu Sky Trak, kromě něj je zde znovu nahrána starší skladba Arrogance in Uniform pro první díl firemní kompilace Doomsday News. Na albu je přítomna i coververze skladby Purple Haze od Jimi Hendrixe. Opět následuje koncertní šňůra v Evropě a také v Americe.

Po návratu z koncertů kapela nahrává ve studiu Sky Trak (tentokrát pod producentskou taktovkou Pete Hintona, dohled nad finální zvukovou podobou Scott Burns) třetí desku No More Color. Změn doznaly např. texty, objevily se v nich sociálně kritická témata. Album vychází v roce 1989. Následuje enormní koncertní aktivita vrcholící vystoupením v Berlíně po pádu Berlínské zdi, z něhož bylo pořízeno video No More Color Tour '90 – Live in East Berlin.

Čtvrtá dlouhohrající deska je nahrána v létě 1991 za asistence producenta Toma Morrise a obsahuje coververzi od Beatles I Want You (She 's So Heavy). Následuje obvyklé koncertní turné a poté odmlka, Vetterli se věnuje producentské činnosti.

Páté studiové album Grin nahrané v dubnu 1993 ve studiu Greenwood Studios ve Švýcarsku je otevřeno široké škále experimentů. Je kladně hodnoceno kritikou, avšak nezaznamená přílišný posluchačský ohlas. Po krátké koncertní šňůře je aktivita kapely utlumena, což přiživuje spekulace o jejím rozpadu. Po dvou letech (1995) dojde k vydání kompilace Coroner bilancující desetiletí tvorby skupiny. Vydání se realizovalo díky vlivu Noise Records, tou dobou byla skupina de facto „mrtvá“, zanikla kvůli nedostatečnému prosazení na trhu a vzájemným neshodám členů. V roce 1996 vychází ještě audiokazeta The Unknown Unreleased Tracks 1985–95, která tematicky navazuje na předchozí kompilaci Coroner a přináší dříve nevydané raritní skladby.
Následně se každý z členů věnuje svým aktivitám, Vetterli působí ve svém hudebním projektu Clockwork, později nahraje jedno album s německými Kreator. Edelmann usedne za bicí soupravu v nové kapele Apollyon Sun svého mentora Toma G. Warriora.
V roce 2005 uvažovali členové Coroner o znovusjednocení kapely, k čemuž ale tehdy nakonec nedošlo. Od roku 2010 je skupina opět aktivní, zejména pro koncertní činnost.

## Sestava

### Současní členové
- Ronald Broder (jako Ron Royce) – baskytara, zpěv (1985–1996, 2010–)
- Tommy Vetterli (jako Tommy T. Baron) – kytara (1985–1996, 2010–)
- Diego Rapacchietti – bicí (2014–)

### Dřívější členové
- Pete Attinger – zpěv (1983–1984)
- Phil Puzctai – baskytara (1983–1984)
- Thomas Ritter – kytara (1983–1984)
- Oliver Amberg – kytara (1983–1985)
- René Schmidt – kytara (1986)
- Markus Edelmann (jako Marquis Marky) – bicí (1983–1996, 2010–2014)

## Diskografie
Dema
- Depth of Hell (1983)
- Death Cult (1986)
- R.I.P. demo (1987)
- Punishment for Decadence (1988)

Studiová alba
- R.I.P. (1987)
- Punishment for Decadence (1988)
- No More Color (1989)
- Mental Vortex (1991)
- Grin (1993)

Kompilační alba
- Coroner (1995)
- The Unknown Unreleased Tracks 1985–95 (1996)

Kolaborační alba
- Run Baby Run! (1994) – společně se švýcarským hip-hopovým triem P-27

Singly
- The New Breed (1988)
- Purple Haze / Masked Jackal (1989)
- I Want You (She's So Heavy) (1991)

Split nahrávky
- Doomsday News III: Thrashing East Live (1990)
- The "Class" of 1991 (1991) – split promo-audiokazeta s kapelou Naked Sun

Promo nahrávky
- Die By My Hand (1989) – promo 12" vinyl
- Last Entertainment (1989) – promo CD singl
- About Life (1991) – promo CD singl
- Power Music Hard Force (1993) – promo CD obsahující celkem 4 skladby od kapel Coroner, Morgoth (Německo), Skyclad a Cathedral (obě Velká Británie)

## Videografie
VHS
- No More Color Tour '90 – Live in East Berlin (1990)
- Thrashing East (1993) – split VHS s kapelami Sabbat, Kreator a Tankard

DVD
- Autopsy: The Years 1985–2014 in Pictures (2016) – sada 3 DVD a 1 CD

Videoklipy
- Masked Jackal